# Bond van de Socialistische Jeugd van Slovenië
De Bond van de Socialistische Jeugd van Slovenië (Sloveens: Zevza socialistične mladine Slovenije) werd door de communistische partij opgericht in 1943 onder de naam Bond van de Sloveense Jeugd. Na de Tweede Wereldoorlog doopte de organisatie zich om in Volksjeugd van Slovenië (Sloveens: Ljudska mladina Slovenije). In 1974 werd de organisatie opnieuw  geherstructureerd en sindsdien heet ze Bond van de Socialistische Jeugd van Slovenië (ZSMS). 
Tijdens het elfde congres van de ZSMS in Krško in 1982 waren eerste tekenen van liberalisering te herkennen en werd voorzichtig afstand genomen van de overheersing door de Bond van Communisten van Slovenië (Sloveens: Zveza komunistov Slovenije). Het volgende (twaalfde) congres in 1986 in Novo mesto werd gepleit voor openstelling van het land voor buitenlands kapitaal, opheffing van het verbaal delict, opheffing van invoerbeperkingen voor vreemde literatuur en dergelijke.
In de volgende jaren zou de ZSMS alternatieve bewegingen (ecologische beweging, punk- en homobeweging) onder haar paraplu nemen en ten slotte ook een politiek pluralisme initiëren, door politieke partijen "avant la loi" als bond (zveza) toe te laten (bijvoorbeeld de Sloveense Boerenbond (Sloveens: Slovenska kmečka zveza) als voorloper van de Sloveense Volkspartij). Naast omstreden thema's zoals dienstweigering wegens gewetensbezwaren en de betrokkenheid van het Joegoslavische leger bij leveringen aan bijvoorbeeld Ethiopië, die vooral via het aan de ZSMS gelieerde weekblad Mladina aan de kaak werden gesteld, speelde de ZSMS (naast het Comité voor de Bescherming van de Mensenrechten van Igor Bavčar) een belangrijke rol in de organisatie van het maatschappelijk verzet rond de JBTZ-affaire.
In 1988 werd uit de drie kandidaten voor het voorzitterschap Dušan Šok, Janez Janša en Jožef Školč de laatstgenoemde gekozen (30 augustus 1988). De ZSMS wijzigde nu haar naam in Voor de Vrijheid van een Denkende Wereld (Sloveens: Za svobodo mislečega sveta, opnieuw met de afkorting ZSMS) en voegde hieraan korte tijd later de naam Liberale Partij toe. Ze ontwikkelde zich tot een politieke partij met de naam Liberaal-Democratische Partij (Liberalno-demokratska stranka). Uiteindelijk is de partij gefuseerd met verschillende andere oppositiepartijen (onder andere de Democratische Partij) tot de Liberale Democratie van Slovenië.